# Hanriot HD.32
Hanriot HD.32 là một loại máy bay huấn luyện quân sự chế tạo tại Pháp trong thập niên 1920.

## Quốc gia sử dụng
Pháp
- Không quân Pháp

 El Salvador
- Không quân El Salvador

 Nhật Bản
 Paraguay
- Không quân Paraguay

 Kingdom of Yugoslavia

## Biến thể
- HD.32
- HD.320
- HD.321

## Tính năng kỹ chiến thuật
Đặc điểm tổng quát
- Kíp lái: 2
- Chiều dài: 7.11 m (23 ft 4 in)
- Sải cánh: 9.20 m (30 ft 2 in)
- Chiều cao: 2.95 m (9 ft 8 in)
- Diện tích cánh: 29.8 m2 (321 ft2)
- Trọng lượng rỗng: 510 kg (1.120 lb)
- Trọng lượng có tải: 760 kg (1.680 lb)
- Powerplant: 1 × Le Rhône 9C, 60 kW (80 hp)

Hiệu suất bay
- Vận tốc cực đại: 120 km/h (75 mph)
- Tầm bay: 200 km (125 dặm)
- Trần bay: 3.850 m (12.600 ft)